# Indicatif régional 407

Carte de l'État de la Floride avec les territoires de ses fuseaux horaires et de ses indicatifs régionaux.

Les indicatifs régionaux 407 et 689 font partie des multiples indicatifs téléphoniques régionaux de l'État de la Floride aux États-Unis. Ils couvrent un territoire situé au centre-est de l'État dans les environs de la ville d'Orlando. 
L'indicatif régional 689 est introduit en juin 2019 et chevauche le territoire du 407.
La carte ci-contre indique le territoire couvert par les indicatifs régionaux 407 et 689.
Les indicatifs régionaux 407 et 689 font partie du Plan de numérotation nord-américain.